# Lucien Hubbard
Lucien Hubbard (Fort Thomas, 22 dicembre 1888 – Los Angeles, 31 dicembre 1971) è stato uno sceneggiatore e produttore cinematografico statunitense.

## Filmografia

### Sceneggiatore
- The Angel Factory, regia di Lawrence B. McGill (1917)
- The Awakening of Ruth, regia di Edward H. Griffith (1917)
- The Beloved Blackmailer, regia di Dell Henderson (1918)
- Terror of the Range, regia di Stuart Paton (1919)
- The Climbers, regia di Tom Terriss (1919)
- The Black Gate, regia di Theodore Marston (1919)
- The Tower of Jewels, regia di Tom Terriss (1919)
- Derby, prezzo di una felicità (The Sporting Duchess), regia di George Terwilliger (1920)
- Captain Swift, regia di Tom Terriss, Chester Bennett (1920)
- The Garter Girl, regia di Edward H. Griffith (1920)
- A Master Stroke, regia di Chester Bennett (1920)
- Il fuorilegge (Outside the Law), regia di Tod Browning (1920)
- Magnificent Brute, regia di Robert Thornby (1921)
- Cheated Love, regia di King Baggot (1921)
- The Blazing Trail, regia di Robert Thornby
- The Fox, regia di Robert Thornby (1921)
- The Rage of Paris, regia di Jack Conway (1921)
- Primavera nordica (The Trap), regia di Robert Thornby (1922)
- West of the Water Tower, regia di Rollin S. Sturgeon (1923)
- Daughters of Today, regia di Rollin S. Sturgeon (1924)
- Code of the West, regia di William K. Howard (1925)
- The Thundering Herd, regia di William K. Howard (1925)
- The Light of Western Stars, regia di William K. Howard (1925)
- Cavalli indomiti (Wild Horse Mesa), regia di George B. Seitz (1925)
- Stirpe eroica (The Vanishing American), regia di George B. Seitz (1925)
- Born to the West, regia di John Waters (1926)
- L'isola misteriosa (The Mysterious Island), regia di Lucien Hubbard e, non accreditati, Benjamin Christensen e Maurice Tourneur (1929)
- L'arcipelago in fiore (Isle of Escape), regia di Howard Bretherton (1930)
- Debito d'odio (Paid), regia di Sam Wood (1930)
- The Maltese Falcon, regia di Roy Del Ruth (1931)
- Smart Money, regia di Alfred E. Green (1931)
- The Star Witness, regia di William A. Wellman (1931)
- Naturich la moglie indiana (The Squaw Man), regia di Cecil B. DeMille (1931)
- Three on a Match, regia di Mervyn LeRoy (1932)
- Guerra bianca (Employees' Entrance), regia di Roy Del Ruth (1933)
- Made on Broadway, regia di Harry Beaumont (1933)
- La sirena del fiume (Lazy River), regia di George B. Seitz (1934)
- Kind Lady, regia di George B. Seitz (1935)
- The Man Who Dared, regia di Crane Wilbur (1939)
- Gung Ho! ('Gung Ho!': The Story of Carlson's Makin Island Raiders), regia di Ray Enright (1943)

### Produttore
- Wanderer of the Wasteland, regia di Irvin Willat (1924)
- Ali (Wings), regia di William A. Wellman (1927)
- The Rough Riders, regia di Victor Fleming (1927)
- La canzone dei lupi (The Wolf Song), regia di Victor Fleming (1929)

### Regista
- Rose-Marie (1928)
- L'isola misteriosa (The Mysterious Island), co-regia di, non accreditati, Benjamin Christensen e Maurice Tourneur (1929)